# وگلگر
وگلگر (به اسپانیایی: Vegalagar) یک منطقهٔ مسکونی در اسپانیا است که در آستوریاس واقع شده‌است.